# Revista Iberoamericana de Educación
La Revista Iberoamericana de Educación (RIE)  es una publicación científica del Centro de Altos Estudios Universitarios de la Organización de Estados Iberoamericanos (CAEU/OEI), de periodicidad cuatrimestral, que recoge las opiniones actuales más destacadas sobre temas educativos y experiencias innovadoras de la región iberoamericana.
Cada número de la revista, de temática monográfica, está conformado por la selección de los artículos, sometidos a evaluación externa, recibidos a través de convocatorias públicas y por autores invitados, expertos contrastados en el área del conocimiento correspondiente.
La RIE edita números con el fin de complementar en otras áreas de interés educativo a la revista cuatrimestral de carácter monográfico. Para ello se nutre de artículos recibidos en la redacción, que no encajan con las temáticas de los monográficos, pero que tras someterse a revisiones externas ciegas, son aprobados por su calidad e interés.
Todos los trabajos, una vez editados, quedan clasificados en la página web de la RIE según diversos campos temáticos, con la finalidad de facilitar su acceso y consulta.